# Fortuna liga 2018/19 (Tsjechië)
De Fortuna liga 2018/19 was het 26e seizoen van het Tsjechisch nationaal voetbalkampioenschap. Het ging van start op 20 juli 2018 en eindigde op 29 april 2019. Dit seizoen was het eerste seizoen met het gokbedrijf Fortuna als de belangrijkste sponsor en het eerste seizoen, waarbij aan het eind van het seizoen play-offs worden gespeeld.

## Clubs
16 Clubs spelen het seizoen 2018/19 in de Fortuna liga. Uit Praag komen maar liefst vier clubs. De regio's Hradec Králové, Karlsbad, Pardubice, Vysočina, Zuid-Bohemen en Zuid-Moravië leveren dit seizoen geen clubs op het hoogste niveau.
| Club                 | Stad               | Stadion                                     | Afbeelding | Opening | Capaciteit |
| -------------------- | ------------------ | ------------------------------------------- | ---------- | ------- | ---------- |
| FC Baník Ostrava     | Ostrava            | Městský stadion v Ostravě-Vítkovicích       |            | 1938    | 15.123     |
| Bohemians 1905 Praag | Vršovice, Praag    | Ďolíček                                     |            | 1932    | 5000       |
| FK Dukla Praag       | Dejvice, Praag     | Na Julisce                                  |            | 1960    | 8150       |
| FC Fastav Zlín       | Zlín               | Stadion Letná                               |            | 1926    | 5898       |
| FK Jablonec          | Jablonec nad Nisou | Stadion Střelnice                           |            | 1955    | 6108       |
| MFK Karviná          | Karviná            | Městský stadion Karviná                     |            | 2016    | 4833       |
| FK Mladá Boleslav    | Mladá Boleslav     | Městský stadion Mladá Boleslav              |            | 2005    | 5000       |
| SFC Opava            | Opava              | Městský stadion Opava                       |            | 1973    | 7758       |
| 1. FK Příbram        | Příbram            | Na Litavce                                  |            | 1955    | 9100       |
| SK Sigma Olomouc     | Olomouc            | Andrův stadion                              |            | 1940    | 12.541     |
| SK Slavia Praag      | Vršovice, Praag    | Sinobo Stadium                              |            | 2008    | 20.232     |
| 1. FC Slovácko       | Uherské Hradiště   | Městský fotbalový stadion Miroslava Valenty |            | 2003    | 8000       |
| FC Slovan Liberec    | Liberec            | Stadion u Nisy                              |            | 1934    | 9900       |
| AC Sparta Praag      | Bubeneč, Praag     | Generali Arena                              |            | 1917    | 18.887     |
| FK Teplice           | Teplice            | Stadion Na Stínadlech                       |            | 1973    | 18.221     |
| FC Viktoria Pilsen   | Pilsen             | Stadion města Plzně                         |            | 1955    | 11.700     |

## Eindstand

### Reguliere competitie
|     | Club                 | WG | W  | G  | V  | DV | DT | P  |                                         |
| --- | -------------------- | -- | -- | -- | -- | -- | -- | -- | --------------------------------------- |
| 1.  | SK Slavia Praha      | 30 | 23 | 3  | 4  | 72 | 23 | 72 | Geplaatst voor de Titelplay-off         |
| 2.  | FC Viktoria Pilsen1  | 30 | 21 | 5  | 4  | 47 | 27 | 68 | Geplaatst voor de Titelplay-off         |
| 3.  | AC Sparta Praag      | 30 | 17 | 6  | 7  | 52 | 27 | 57 | Geplaatst voor de Titelplay-off         |
| 4.  | FK Jablonec          | 30 | 15 | 6  | 9  | 53 | 26 | 51 | Geplaatst voor de Titelplay-off         |
| 5.  | FC Baník Ostrava     | 30 | 13 | 6  | 11 | 38 | 36 | 45 | Geplaatst voor de Titelplay-off         |
| 6.  | FC Slovan Liberec    | 30 | 11 | 9  | 10 | 33 | 28 | 42 | Geplaatst voor de Titelplay-off         |
| 7.  | FK Mladá Boleslav    | 30 | 11 | 9  | 10 | 52 | 44 | 42 | Geplaatst voor de Europa leagueplay-off |
| 8.  | SK Sigma Olomouc     | 30 | 12 | 4  | 14 | 37 | 43 | 40 | Geplaatst voor de Europa leagueplay-off |
| 9.  | FC Fastav Zlín       | 30 | 12 | 3  | 15 | 32 | 40 | 39 | Geplaatst voor de Europa leagueplay-off |
| 10. | FK Teplice           | 30 | 10 | 6  | 14 | 32 | 42 | 36 | Geplaatst voor de Europa leagueplay-off |
| 11. | Bohemians 1905 Praag | 30 | 8  | 10 | 12 | 29 | 37 | 34 | Geplaatst voor de degradatieplay-off    |
| 12. | 1. FC Slovácko       | 30 | 10 | 4  | 16 | 32 | 45 | 34 | Geplaatst voor de degradatieplay-off    |
| 13. | SFC Opava2           | 30 | 9  | 6  | 15 | 39 | 49 | 33 | Geplaatst voor de degradatieplay-off    |
| 14. | 1. FK Příbram2       | 30 | 8  | 7  | 15 | 33 | 63 | 31 | Geplaatst voor de degradatieplay-off    |
| 15. | MFK Karviná          | 30 | 8  | 5  | 17 | 39 | 53 | 29 | Geplaatst voor de degradatieplay-off    |
| 16. | FK Dukla Praag       | 30 | 5  | 5  | 20 | 25 | 62 | 20 | Geplaatst voor de degradatieplay-off    |

1 FC Viktoria Pilsen was in dit seizoen de titelverdediger. 

2 SFC Opava en 1. FK Příbram waren in dit seizoen nieuwkomers, zij speelden in het voorgaande seizoen niet op het hoogste niveau van het Tsjechische voetbal. 

### Titelplay-off
|    | Club               | WG | W  | G  | V  | DV | DT | P  |                                                                   |
| -- | ------------------ | -- | -- | -- | -- | -- | -- | -- | ----------------------------------------------------------------- |
| 1. | SK Slavia Praha3   | 35 | 26 | 5  | 4  | 79 | 26 | 83 | Vierde voorronde UEFA Champions League 2019/20                    |
| 2. | FC Viktoria Pilsen | 35 | 24 | 6  | 5  | 57 | 32 | 78 | Derde voorronde UEFA Champions League 2019/20                     |
| 3. | AC Sparta Praag4   | 35 | 20 | 6  | 9  | 59 | 33 | 66 | Derde voorronde UEFA Europa League 2019/20                        |
| 4. | FK Jablonec        | 35 | 17 | 6  | 12 | 58 | 32 | 57 | Tweede voorronde UEFA Europa League 2019/20                       |
| 5. | FC Baník Ostrava   | 35 | 13 | 8  | 14 | 39 | 43 | 47 | Barragewedstrijd voor Tweede voorronde UEFA Europa League 2019/20 |
| 6. | FC Slovan Liberec  | 35 | 12 | 10 | 13 | 34 | 32 | 46 |                                                                   |

3 SK Slavia Praag was de winnaar van de Tsjechische beker van dit seizoen. 

4 Omdat de bekerwinnaar SK Slavia Praag zich via de competitie al had geplaatst voor de derde voorronde van de Champions League wordt het startbewijs voor de derde voorronde van de Europa League doorgeschoven naar nummer 3 AC Sparta Praag. 

### Europa leagueplay-off

#### Semifinales Europa leagueplay-off
| Thuisteam in de 1e wedstrijd | Totaal | Uitteam in de 1e wedstrijd | Uitslag 1e wedstrijd | Uitslag 2e wedstrijd |
| ---------------------------- | ------ | -------------------------- | -------------------- | -------------------- |
| FK Mladá Boleslav (7)        | 9–1    | FK Teplice (10)            | 8–0                  | 1–1                  |
| SK Sigma Olomouc (8)         | 3–3    | FC Fastav Zlín (9)         | 0–1                  | 3–2                  |

#### Finale Europa leagueplay-off
| Thuisteam in de 1e wedstrijd | Totaal | Uitteam in de 1e wedstrijd | Uitslag 1e wedstrijd | Uitslag 2e wedstrijd |
| ---------------------------- | ------ | -------------------------- | -------------------- | -------------------- |
| FC Fastav Zlín               | 3–4    | FK Mladá Boleslav          | 3–1                  | 0–3                  |

#### Barragewedstrijd Europa leagueplay-off
| Thuisteam        | Eindstand | Uitteam           |
| ---------------- | --------- | ----------------- |
| FC Baník Ostrava | 0–1       | FK Mladá Boleslav |

### Degradatieplay-off
|     | Club                 | WG | W  | G  | V  | DV | DT | P  |                                                                |
| --- | -------------------- | -- | -- | -- | -- | -- | -- | -- | -------------------------------------------------------------- |
| 11. | 1. FC Slovácko       | 35 | 13 | 6  | 16 | 43 | 47 | 45 |                                                                |
| 12. | SFC Opava            | 35 | 12 | 7  | 16 | 47 | 57 | 43 |                                                                |
| 13. | Bohemians 1905 Praag | 35 | 9  | 13 | 13 | 33 | 43 | 40 |                                                                |
| 14. | 1. FK Příbram        | 35 | 11 | 7  | 17 | 43 | 73 | 40 | Barragewedstrijd tegen degradatie naar de Fortuna národní liga |
| 15. | MFK Karviná          | 35 | 9  | 5  | 21 | 42 | 57 | 32 | Barragewedstrijd tegen degradatie naar de Fortuna národní liga |
| 16. | FK Dukla Praag       | 35 | 5  | 7  | 23 | 30 | 72 | 22 | Degradatie naar de Fortuna národní liga                        |

#### Barragewedstrijd degradatieplay-off
| Thuisteam in de 1e wedstrijd | Totaal | Uitteam in de 1e wedstrijd | Uitslag 1e wedstrijd | Uitslag 2e wedstrijd |
| ---------------------------- | ------ | -------------------------- | -------------------- | -------------------- |
| FC Zbrojovka Brno            | 3–3    | 1. FK Příbram (14)         | 3–3                  | 0–0                  |
| MFK Karviná (15)             | 3–2    | FC Vysočina Jihlava        | 2–1                  | 1–1                  |

## Statistieken

### Topscorers
28 doelpunten
- Nikolaj Komlitsjenko (FK Mladá Boleslav)

15 doelpunten
- Jean-David Beauguel (FC Viktoria Pilsen)
- Martin Doležal (FK Jablonec)

13 doelpunten
- Tomáš Wágner (MFK Karviná)

12 doelpunten
- Miroslav Stoch (SK Slavia Praag)
- Tomáš Souček (SK Slavia Praag)

11 doelpunten
- Guélor Kanga (AC Sparta Praag)
- Benjamin Tetteh (AC Sparta Praag)
- Jakub Hora (FK Teplice)

10 doelpunten
- Michal Trávník (FK Jablonec)

### Assists
11 assists
- Josef Hušbauer (SK Slavia Praag)
- Tomáš Přikryl (FK Mladá Boleslav)
- Miroslav Stoch (SK Slavia Praag)

10 assists
- Michal Trávník (FK Jablonec)

7 assists
- Lukáš Budínský (MFK Karviná)
- Lukáš Masopust (FK Jablonec – 4 / SK Slavia Praag – 3)
- Daniel Holzer (FC Baník Ostrava)
- Robert Hrubý (FC Baník Ostrava)
- Nikolaj Komlitsjenko (FK Mladá Boleslav)

6 assists
- Jan Krob (FK Teplice)
- Martin Doležal (FK Jablonec)
- Joel Ngandu Kayamba (FC Viktoria Pilsen)
- Vladimir Jovovič (FK Jablonec)
- Nicolae Stanciu (AC Sparta Praag)[2]

1993/94 · 1994/95 · 1995/96 · 1996/97 · 1997/98 · 1998/99 · 1999/00 · 2000/01 · 2001/02 · 2002/03 · 2003/04 · 2004/05 · 2005/06 · 2006/07 · 2007/08 · 2008/09 · 2009/10 · 2010/11 · 2011/12 · 2012/13 · 2013/14 · 2014/15 · 2015/16 · 2016/17 · 2017/18 · 2018/19 · 2019/20 · 2020/21 · 2021/22 · 2022/23 · 2023/24
Nationale competities:
Albanië · Andorra · Armenië · België · Bosnië en Herzegovina · Bulgarije · Cyprus · Denemarken · Duitsland · Engeland · Estland ('18 '19) · Faeröer ('18 '19) · Finland ('18 '19) · Frankrijk · Gibraltar · Griekenland · Hongarije · IJsland ('18 '19) · Ierland ('18 '19) · Israël · Italië · Kazachstan ('18 '19) · Kroatië · Letland ('18 '19) · Litouwen ('18 '19) · Luxemburg · Macedonië · Malta · Moldavië ('18 '19) · Montenegro · Nederland · Noord-Ierland · Noorwegen ('18 '19) · Oekraïne · Oostenrijk · Polen · Portugal · Roemenië · Rusland · San Marino · Schotland · Servië · Slovenië · Slowakije · Spanje · Tsjechië · Turkije · Wales · Zweden ('18 '19) · Zwitserland
Europese competities: Super Cup 2018 · Champions League · Europa League